# Masacre de Guayaquil de 1959
La Masacre de Guayaquil de 1959 fue una matanza de trabajadores perpetrada por el Ejército del Ecuador y la Policía Nacional en Guayaquil.

## Antecedentes
La historia surge en Portoviejo, donde el 28 de mayo de 1959, el recluta de Manabí Pablo García se suicidó después de haber sido maltratado por su superior, el capitán Galo Quevedo, lo que provocó una reacción inmediata de los estudiantes y los militares. Varias personas murieron durante los disturbios, entre ellas el capitán Quevedo.

## Desarrollo
En estas circunstancias, estudiantes de la escuela principal del puerto principal, en solidaridad con sus compañeros manabitas, ordenaron el 2 de junio un paro de 48 horas, apoyados por el pueblo de Guayaquil. Estudiantes exigen la renuncia del ministro de gobierno, Carlos Bustamante Pérez; Ed.D. José Baquerizo Maldonado; el ministro de Defensa, Gustavo Diéz Delgado; el gobernador y otros funcionarios como el jefe de seguridad política, Francisco Adoum.
Pasada la medianoche, la policía se intensificó disparando y atacando a todos con armas de fuego. Pareja dijo que las calles del Guayaquil estaban llenas de descontento y que temprano en la mañana cinco personas habían muerto y varias más habían resultado heridas.
Luego, el Gobierno declaró al país zona segura e impuso la ley marcial, y tanques del ejército tomaron el control de Guayaquil.
El miércoles 3, el ejército intentó sacar los cadáveres de la morgue, pero la multitud se lo impidió. Después de acaloradas discusiones, los policías uniformados accedieron a la petición de los familiares y compañeros de los estudiantes y los trasladaron al edificio de la universidad, donde se instaló temporalmente una funeraria.
A las 17:00 horas, durante el entierro de los estudiantes masacrados, el jefe nominal del Segundo Distrito Militar, coronel Luis Piñeiros, regresó de Quito con instrucciones personales del Presidente.

## Consecuencias
Tres años después del gobierno de Camilo Ponce Enríquez, el país vivió una crisis económica y social debido a la caída de las exportaciones de banano. Esta situación generó una respuesta política a la crisis antes mencionada, que se materializó en el apoyo a la acción popular en Manabí por parte del Movimiento Popular Portuario.
Esto provocó un declive progresivo en su gobierno, el cual terminaría siendo uno de los menos populares en la historia del Ecuador.